# سس چیلی شیرین
سس چیلی شیرین (همچنین به نام سس فلفلی شیرین تایلندی نیز شناخته می شود) یک چاشنی محبوب سس فلفل در آشپزی تایلندی، افغانی، مالزیایی و غربی است. این سس معمولاً با فلفل چیلی قرمز (اغلب فلفل چیلی فرزنو ، فلفل تایلندی یا فلفل هالوپینو قرمز)، سرکه برنج، گاهی سیر، گاهی سس ماهی و یک ماده شیرین کننده مانند میوه یا شکر تصفیه شده یا عسل تهیه می‌شود. 
این سس در غذاهای رستوران‌های چینی اروپایی مانند نان تست میگو ، رول تخم مرغ ، رول کاهو، بال مرغ و اسپرینگ رول محبوب است. همچنین می‌توان آن را به شکل بطری خریداری کرد. در استرالیا، نیوزیلند، اروپا، کانادا و ایالات متحده، «سس چیلی شیرین تایلندی» به عنوان چاشنی در بسیاری از فروشگاه‌های غذای بیرون‌بر و سوپرمارکت‌ها موجود است. 